# 神田あずみ
神田あずみ（かんだあずみ、1991年2月14日 - ）は、東京都出身の日本のグラビアアイドル・AV女優。バンビプロモーションに所属。2009年2月26日にDVD『素人限界モデルクラブ 神田あずみ』でデビュー。

## 人物・略歴
- 高校3年の正月に大宮の丸井でスカウトされた。
- 身長 160cm Dカップ-65 B84cm-W58cm-H86cm。衣装サイズ 7~9号 靴のサイズ 24.0cm。
- 体育会系のため、腹筋が割れている。
- 趣味はジャズダンス。

## 作品

### アダルトビデオ
- 姉三人・妹三人・僕一人 ただでさえ思春期で勃ちやすいチ○ポなもんで、姉や妹たちのエロいイタズラで、キン○マ空っ欠になるまで抜かれました　[ヒビノ]
- 素人セーラー服生中出し（改） 058　[プラム]
- 現役女子大生 あずみ　[S級素人]
- マジ友の前で羞恥 2 街頭で女の子2人組をナンパして友達の前で淫らな行為をさせる　[ホットエンターテイメント]
- 女監督ハルナの横取りレズナンパ！VOL.02 MM（マジックミラー）号と♂（オトコ）が口説きオトせなかった超うぶ素人を清純オマ○コ喰い女優・北条麻妃が喰いまくる！　[DEEP'S]
- あしのうらくすぐりまくり！ 05　[RISING]

### イメージビデオ
- 素人限界モデルクラブ　神田あずみ　[オルスタックピクチャーズ]
- クラッシュ　水沢泉名義　[サムバディ]
- BROWN SUGAR　Kana名義　[TWCC]

### アダルトサイト
- STREET ANGELS　あずみ名義

アダルトサイト
- 素人★初ハメ倶楽部　あずみ名義

### グラビア
- 悩殺☆ｶﾞｰﾙｽﾞEX